# 이시카와현 선거구
이시카와현 선거구(일본어: 石川県選挙区)는 일본의 참의원 선거구이다.

## 선거구 정보
| 지역      | 이시카와현 전역        |
| 의원 정수 | 2명 (개선 정수 1명)    |
| 유권자 수 | 942,531명 (2022년 9월) |

## 역대 의원
| 홀수회                       | 홀수회        | 짝수회        | 짝수회                         |
| 의원                         | 선거          | 선거          | 의원                           |
| ---------------------------- | ------------- | ------------- | ------------------------------ |
| 하야시야 가메지로 (민주당)   | 1947년 제1회  | 1947년 제1회  | 나카가와 고헤이 (일본자유당)   |
| 하야시야 가메지로 (민주당)   |               | 1950년 제2회  | 나카가와 고헤이 (자유당)       |
| 이무라 도쿠지 (개진당)       | 1953년 제3회  |               | 나카가와 고헤이 (자유당)       |
| 이무라 도쿠지 (개진당)       |               | 1956년 제4회  | 하야시야 가메지로 (자유민주당) |
| 시바노 와키오 (무소속)       | 1958년 보궐   |               | 하야시야 가메지로 (자유민주당) |
| 도리바타케 도쿠지로 (무소속) | 1959년 제5회  |               | 하야시야 가메지로 (자유민주당) |
| 도리바타케 도쿠지로 (무소속) |               | 1962년 제6회  | 하야시야 가메지로 (자유민주당) |
| 도다 신지 (자유민주당)       | 1965년 제7회  |               | 하야시야 가메지로 (자유민주당) |
| 도다 신지 (자유민주당)       |               | 1968년 제8회  | 야스타 다카아키 (자유민주당)   |
| 시마사키 히토시 (자유민주당) | 1971년 보궐   |               | 야스타 다카아키 (자유민주당)   |
| 시마사키 히토시 (자유민주당) | 1971년 제9회  |               | 야스타 다카아키 (자유민주당)   |
| 시마사키 히토시 (자유민주당) |               | 1974년 제10회 | 야스타 다카아키 (자유민주당)   |
| 시마사키 히토시 (자유민주당) | 1977년 제11회 |               | 야스타 다카아키 (자유민주당)   |
| 시마사키 히토시 (자유민주당) |               | 1980년 제12회 | 야스타 다카아키 (자유민주당)   |
| 시마사키 히토시 (자유민주당) | 1983년 제13회 |               | 야스타 다카아키 (자유민주당)   |
| 시마사키 히토시 (자유민주당) |               | 1986년 제14회 | 구쓰카케 데쓰로 (자유민주당)   |
| 아와모리 다카시 (연합회)     | 1989년 제15회 |               | 구쓰카케 데쓰로 (자유민주당)   |
| 아와모리 다카시 (연합회)     |               | 1992년 제16회 | 구쓰카케 데쓰로 (자유민주당)   |
| 하세 히로시 (무소속)         | 1995년 제17회 |               | 구쓰카케 데쓰로 (자유민주당)   |
| 하세 히로시 (무소속)         |               | 1998년 제18회 | 이와모토 소타 (무소속)         |
| 구쓰카케 데쓰로 (자유민주당) | 2000년 보궐   |               | 이와모토 소타 (무소속)         |
| 구쓰카케 데쓰로 (자유민주당) | 2001년 제19회 |               | 이와모토 소타 (무소속)         |
| 구쓰카케 데쓰로 (자유민주당) |               | 2004년 제20회 | 오카다 나오키 (자유민주당)     |
| 이치카와 야스오 (민주당)     | 2007년 제21회 |               | 오카다 나오키 (자유민주당)     |
| 이치카와 야스오 (민주당)     |               | 2010년 제22회 | 오카다 나오키 (자유민주당)     |
| 야마다 슈지 (자유민주당)     | 2013년 제23회 |               | 오카다 나오키 (자유민주당)     |
| 야마다 슈지 (자유민주당)     |               | 2016년 제24회 | 오카다 나오키 (자유민주당)     |
| 야마다 슈지 (자유민주당)     | 2019년 제25회 |               | 오카다 나오키 (자유민주당)     |
| 미야모토 슈지 (자유민주당)   | 2022년 보궐   | 2022년 제26회 | 오카다 나오키 (자유민주당)     |

## 최근 선거 결과

### 2016년 (제24회)
|  | 61.73% |

|  | 36.01% |

|  | 2.26% |

### 2019년 (제25회)
|  | 67.25% |

|  | 32.75% |

### 2022년 (제25회 보궐)
|  | 68.41% |

|  | 21.63% |

|  | 6.56% |

|  | 3.40% |

### 2022년 (제26회)
|  | 64.53% |

|  | 19.71% |

|  | 5.44% |

|  | 5.07% |

|  | 2.85% |

|  | 2.40% |

## 같이 보기
- 이시카와현 제1구
- 이시카와현 제2구
- 이시카와현 제3구